# Leopoldo Cassese
Leopoldo Cassese (Atripalda, 20 gennaio 1901 – Roma, 3 aprile 1960) è stato uno storico e archivista italiano.
Fu direttore degli Archivi di Stato dell'Aquila e di Salerno e docente di Archivistica all'Università di Napoli e all'Università di Roma.

La sua attività sul campo, prima da archivista e storico e, in seguito, anche da docente universitario, ne fece un precursore del rinnovamento della ricerca storica e documentaria del Meridione d'Italia, un filone che, nelle parole di Gabriele De Rosa, riceverà da lui, «appassionato e severo studioso dei problemi politici e sociali del Sud» «fermenti e [...] sollecitazioni storiografiche» raccogliendo da Cassese 
(Gabriele De Rosa)
È considerato un precursore degli studi e delle ricerche sulle fonti e sulla storia del movimento di lotta contadina del Mezzogiorno d'Italia fra Ottocento e Novecento.
Sono suoi figli i giuristi Sabino e Antonio Cassese.

## Biografia culturale e scientifica
Nacque ad Atripalda da Sabino Cassese e Marianna Ferullo, fu allievo del corso 1917-21 del Collegio Militare della Nunziatella e studiò all'Università di Napoli dove, allievo di Michelangelo Schipa, conseguì nel 1925 la laurea in Lettere. Ebbe alcune esperienze come docente nella scuola secondaria, che culminarono nell'ottenimento dell'abilitazione all'insegnamento di materie letterarie nelle scuole medie. Dopo questi brevi trascorsi didattici si iscrisse alla Scuola per archivisti e bibliotecari paleografi di Firenze dove, ancora allievo, collaborò con Luigi Schiaparelli all'impostazione della «Guida storica e bibliografica degli archivi e delle biblioteche d'Italia».
A Firenze conseguì il diploma di archivista paleografo, per divenire, l'anno dopo, direttore dell'Archivio di Stato dell'Aquila e, dopo quattro anni, dell'Archivio di Stato di Salerno.
Negli anni dal 1923 al 1932 Cassese entrò in contatto con intellettuali della cultura antifascista come Piero Gobetti, Giorgio Pasquali, Luigi Russo, Carlo Muscetta e i meridionalisti Guido Dorso e Tommaso Fiore. Queste frequentazioni intellettuali si accompagnarono alla maturazione di una sensibilità democratica avversa al fascismo che lo condurrà, terminato il conflitto mondiale, a prendere posizione nella sinistra marxista dell'immediato secondo dopoguerra.

### Archivio di stato dell'Aquila
Cassese rimase all'Archivio di Stato del capoluogo abruzzese per quattro anni, durante i quali si dedicò a un'ampia opera di ricognizione, inventario e ricerca archivistica sui materiali conservati nell'archivio provinciale e negli archivi comunali, parrocchiali e privati della provincia dell'Aquila.
A questo periodo risale la pubblicazione di uno Studio sull'antico Archivio del Comune di Aquila e la trascrizione del Codice degli Statuti del Comune di Aquila dei secoli XIII e XV; quest'ultima, rimasta ancora inedita, è ora conservata presso l'archivio aquilano.

### Ilcorpuscronachistico aquilano
Uno dei risultati più importanti di questa ricerca fu la valorizzazione del corpus documentario delle antiche Cronache aquilane, un filone letterario di epoca medioevale, che fu precorso da Buccio di Ranallo da Popleto (XIV secolo) e che fu poi continuato da numerosi epigoni, come Niccolò da Borbona (autore del XV secolo, che si occupò del periodo 1362-1424), Francesco di Angeluccio di Bazzano (che scrisse del periodo 1436-1485), l'Anonimo dell'Ardinghelli e beato Bernardino da Fossa (entrambi cronisti per gli anni 1254-1423) e, infine, Alessandro de Ritiis (XVI secolo), che scrisse sul periodo dal 1362 al 1424. Un corollario di questo lavoro sarà, anni dopo, la prima edizione critica del manoscritto latino della Chronica civitatis Aquilae di Alessandro de Ritiis.
Le linee complessive di questo intenso lavoro furono oggetto di una relazione presentata al Convegno archivistico abruzzese-molisano svoltosi a Roma nel 1931, che sarà oggetto di autonoma pubblicazione nel 1935 (Gli archivi della provincia di Aquila, Casalbordino, 1935). Ad essa farà seguito la Guida storica e bibliografica degli Archivi e delle Biblioteche della città e della provincia di Aquila, pubblicata nel 1940.

### Archivio di stato di Salerno
Dopo gli anni trascorsi all'Aquila, Cassese fu trasferito nel 1934 a Salerno per succedere a Paolo Emilio Bilotti (1860-1927) nella direzione del locale Archivio di Stato di piazza Abate Francesco Conforti, che il Bilotti aveva tenuto dal 1892 fino alla morte.
 
Solo due anni prima, il regio decreto 22.9.1932, n. 1391, aveva indirizzato gli archivi provinciali a una sorte migliore, trasformandoli in archivi di stato. Cassese si diede immediatamente al riordino e alla ricostruzione dei fondi e delle serie archivistiche, riguardanti una mole documentale accumulatasi in oltre un secolo di attività. Il risultato del suo lavoro sarà la redazione finale della Guida storica dell'Archivio di Stato di Salerno, pubblicata nel 1957.
A Salerno, Cassese si dedicò anche allo studio del passato medioevale della città: nel solco tracciato da Michelangelo Schipa, pose particolare attenzione sulla più importante istituzione medica di epoca medievale, la Scuola medica salernitana. 
Il suo esame critico si incentrò sulla poca documentazione sopravvissuta, riuscendo a focalizzare, in particolare, il «ruolo e l'importanza che essa aveva avuto come istituzione accademica e universitaria, e la validità scientifica, nei suoi molteplici aspetti, dei manoscritti e dei documenti di archivio della "Scola" in relazione ai trattati di medicina arabi e medievali», in un'indagine che ne pose la conoscenza su più solide basi storiche e documentarie, facendo luce su «periodi oscuri della istituzione» e «correggendo alcuni dati erronei o incerti che gli storiografi antichi e anche moderni avevano tacitamente accolti sulla base della tradizione che si era tramandata attraverso i secoli».
Nell'immediato dopoguerra fu redattore della Rassegna storica salernitana, pubblicata a cura della Società salernitana di storia patria. Della rivista ricoprì anche la carica di direttore dal 1945 al 1946.

### Carriera accademica
Il suo ingresso nel mondo accademico italiano avverrà solo dopo il 1951: quell'anno infatti, per la prima volta in Italia, fu indetto un concorso universitario per una docenza in Archivistica, del quale Leopoldo Cassese uscirà vincitore assoluto nazionale. La libera docenza così ottenuta gli aprirà le porte alla professione universitaria, che lui condusse senza lasciare l'incarico istituzionale di direttore di un Archivio di Stato: insegnerà all'Università di Napoli, dal 1952 al 1955, e quindi all'Università di Roma, nei pochi anni che lo separarono dalla morte, occorsa nel 1960.

### Cassese e la storia del movimento contadino
«Primissimo storico del movimento contadino», Leopoldo Cassese fu un precursore nel campo della storia del ribellismo e dei movimenti di lotta contadina del Mezzogiorno d'Italia fra Ottocento e Novecento, ambito al quale egli applicò i suoi metodi di ricerca sulle fonti primarie tra i documenti d'archivio.
Fu proprio l'inattesa scoperta di alcuni documenti fino ad allora trascurati, avvenuta nel 1948 durante il riordino di fondi archivistici, che lo sollecitò alla «revisione storiografica» del «ruolo e della partecipazione delle classi subalterne salernitane alla rivoluzione quarantottesca» e al riesame critico dell'interpretazione data dalla storiografia liberale al movimento di rivolta del 1848. Gli anni in cui scriveva Cassese, tra il 1946 e il 1948, erano quelli in cui il Meridione d'Italia, e la Campania in particolare, erano percorsi da ampi movimenti di rivolta contadina che mettevano in discussione le questioni degli assetti proprietari della terra e portavano in primo piano l'urgenza di una riforma agraria. Questi fermenti ne «acuirono la sensibilità» di storico e «gli rivelarono l'importanza della questione demaniale»: 
(Pasquale Villani)

## Opere
- Teorica e metodologia. Scritti editi e inediti di paleografia, diplomatica, archivistica e biblioteconomia, a cura di Attilio Mauro Caproni, Salerno, Pietro Laveglia editore, 1980
- La spedizione di Sapri, Laterza, 1969
- Amalfi, ibidem, 1960
- Voci «Filippo Abignente»[12], «Filippo Abignente jr»[13], «Giovanni Abignente»[14], in Dizionario biografico degli italiani, Istituto dell'Enciclopedia Italiana Treccani, Roma, 1959
- Introduzione allo studio dell'Archivistica, Roma, 1959
- Gli Archivi e la storia dell'economia degli Stati italiani prima dell'unità, in «Rassegna degli Archivi di Stato», anno XVIII, 1958, n. 2
- L'amministrazione dei Comuni del Mezzogiorno nell'età vicereale, in «Amministrazione civile», Roma, 1958
- Luci ed ombre nel processo per la spedizione di Sapri, Salerno, 1958
- Agostino Nifo a Salerno, in «Rassegna storica salernitana», anno XIX, 1958
- La provincia di Salerno nell'età del Risorgimento, Catalogo della mostra documentaria, Salerno, 1957
- Il processo per la spedizione di Sapri. Inventario, Salerno, 1957
- Guida storica dell'Archivio di Stato di Salerno, Salerno, 1957
- Il Cilento al principio del secolo XIX, Salerno, 1956
- La «statistica» del Regno di Napoli del 1811. Relazioni sulla Provincia di Salerno, Salerno, 1955
- Le fonti della storia economica del secolo XIX. Il Regno di Napoli. Lezioni tenute all'Istituto Gramsci, Roma, 1955
- Del metodo storico in Archivistica, in «Società», anno XI, 1955, n. 5, pp. 878–885
- Una lega di resistenza di contadini nel 1860 e la questione demaniale in un comune del salernitano, in « Movimento Operaio » n. 3, anno VI, maggio-giugno 1954 (nuova serie), pp. 684–723
- L'Archivio di Gabinetto della Prefettura di Salerno, in «Movimento Operaio» n. 3, anno VI, maggio-giugno 1954 (nuova serie), pp. 464–493
- Le bonifiche nel Mezzogiorno d'Italia durante il periodo spagnolo, in Società, X (1954), pp. 65–83
- Pergamene del Monastero di San Giorgio (1038-1698), Salerno, 1950
- Intorno al concetto di «Materiale archivistico» e «Materiale bibliografico», in «Notizie degli Archivi di Stato», anno IX, 1949, n. 1-3, pp. 3–29
- Giacobini e Realisti nel Vallo di Diano, in «Rassegna storica salernitana», anno X, 1949, n. 1-4
- I Notari del salernitano ed i loro protocolli dal 1362 alla fine del '700, in «Notizie degli Archivi di Stato», anno VIII, 1948, Roma, n. 2-3
- Contadini e operai del salernitano nei moti del quarantotto, in «Rassegna storica salernitana», anno IX, 1948, n.1-4
- L'archivio del Collegio medico di Salerno, in «Notizie degli Archivi di Stato», anno VIII, n. 1, gennaio-aprile 1948, pp. 2–23
- La vita sociale nel Vallo di Diano dal secolo XVI alla vigilia della rivoluzione del '99, in «Rassegna storica salernitana», anno VIII, 1947, n. 1-4, pp. 65–97
- La «Societas medicorum» di Salerno e i trattati di medicina dei secoli XI-XIII. Contributo allo studio dei manoscritti universitari del Medioevo, Salerno, 1947
- La «Chronica civitatis Aquilae» di Alessandro de Ritiis, in «Archivio storico per le provincie napoletane», n. s. anno XXVII (1941) pp. 151–216 e anno XXIX (1943) pp. 1852–1868
- Gli antichi cronisti aquilani, da Buccio di Ranallo ad Alessandro de Ritiis, in «Archivio storico per le provincie napoletane» n. s. anno XXVII, 1941, v. LXI
- Guida storica e bibliografica degli Archivi e delle Biblioteche della città e della provincia di Aquila, Roma, 1940
- Mostra bibliografica della Scuola medica salernitana, Salerno, 1936
- Gli archivi della provincia di Aquila, Casalbordino, 1935
- Studio sull'antico Archivio del Comune di Aquila, Roma, 1935
- Lo "Specus martyrum" di Atripalda, Atripalda, 1930
- Spunti di storia di Atripalda, Avellino, 1929

### Approfondimenti
- Italo Gallo (curatore), Leopoldo Cassese a Salerno, Avagliano, Salerno, ISBN 9788883090103